# 다크 밸리
다크 밸리(DAS FINSTERE TAL, The Dark Valley)는 독일에서 제작된 안드레아스 프로차스카 감독의 2014년 드라마, 액션 영화이다. 샘 라일리 등이 주연으로 출연하였다.

## 출연

### 주연
- 샘 라일리
- 토비아스 모레티

### 조연
- 클레멘스 쉭크
- 토마스 슈베르트

## 제작진
- 의상: 나타샤 커티우스-노스